# Paweł Orzechowski (football)
Cet article concerne le footballeur polonais. Pour le Maréchal de la Diète de Pologne-Lituanie, voir Paweł Orzechowski.
Paweł Orzechowski, né le 15 décembre 1941 à Beuthen (aujourd'hui Bytom, ville polonaise) en Allemagne et mort le 14 novembre 2016, est un footballeur international polonais. Dans les années 1960 et 1970, il occupe le poste de défenseur, notamment dans le club polonais du Polonia Bytom et en sélection polonaise.

## Biographie
Joueur du Polonia Bytom, Paweł Orzechowski y passe la quasi-totalité de sa carrière, entre 1961 et 1973 puis entre 1974 et 1975 (329 matchs disputés au total). Champion de Pologne en 1962, il jouera un match en Coupe d'Europe des clubs champions la saison suivante, contre le club turc de Galatasaray en huitièmes de finale.
Le 7 octobre 1964 à Solna, il connaît sa première sélection avec la Pologne contre la Suède, en match amical (résultat nul 3-3). Il jouera trois autres matchs jusqu'en 1966, dont une rencontre comptant pour les éliminatoires de l'Euro 1968 contre le Luxembourg, à Szczecin.
En 1973, il part pour la France et s'engage avec le Racing Club de Lens. Lors de la saison 1973-1974, en première division, il dispute huit matchs, et le Racing, promu cette saison, se classe à la 10e place.
Dès la fin de sa carrière, en 1975, il part vivre en Allemagne, et réside jusqu'à sa mort dans la ville de Obertshausen.

## Palmarès
Avec le Polonia Bytom
- Championnat de Pologne (1) :
  - Champion : 1962
- Coupe de Pologne :
  - Finaliste : 1964 et 1973
- International football cup (1) :
  - Vainqueur : 1964-65
  - Finaliste : 1963-64